# Square Enix
Square Enix Co., Ltd. (株式会社スクウェア・エニックス, Kabushiki-gaisha Sukuwea Enikkusu) est une société japonaise qui développe et édite des jeux vidéo et des mangas.
La société est connue principalement pour ses jeux vidéo de rôle, notamment les séries Final Fantasy, Dragon Quest, Kingdom Hearts, NieR et Parasite Eve. Elle est parfois incorrectement désignée par l'ancien nom de l'une de ses branches, « Squaresoft ». La société est née du rachat de Squaresoft par Enix.

## Historique

### Enix
En 1975, Yasuhiro Fukushima fonde la société Eidansha Boshû Service Center, maison d'édition publiant entre autres des journaux immobiliers. Cette société décide d'ouvrir une filiale d'édition de logiciels qui devient Enix, commençant son activité en août 1982. Le nom « Enix » est un mélange inspiré de l'oiseau mythologique phénix et du nom d'un des premiers ordinateurs au monde, l'ENIAC. Après avoir développé sur ordinateur, la société se lance dans les jeux pour consoles de salon et le premier épisode de sa saga emblématique Dragon Quest sort le 27 mai 1986. Cette série deviendra un véritable phénomène de société au Japon.

### Square
Square voit le jour en octobre 1983, en tant que branche logicielle d'une société d'électronique appelée Denki kôji kaisha denyūsha et fondée par Masafumi Miyamoto. Le jeune éditeur deviendra indépendant en 1986. Dès 1984, l'entreprise se lance dans le développement de jeux vidéo avec une équipe de 10 personnes, en développant notamment sur NEC PC-8801 des jeux d'aventure et de rôle. Dès 1985, Square obtient une licence pour publier des jeux sur la Famicom (console de Nintendo) et sort quelques titres sans toutefois rencontrer de gros succès. En 1987, l’entreprise traverse des difficultés financières et envisage de se retirer du marché. Elle remet son destin entre les mains de sa nouvelle production développée par l'équipe de Hironobu Sakaguchi, Final Fantasy, sorti le 17 décembre 1987. Ce jeu se vendra à plus d’un demi-million d’exemplaires et permettra de sauver Square, qui deviendra par la suite un des plus grands éditeurs du genre jeux de rôles, notamment sous sa marque « Squaresoft ».
En mars 1989, Square ouvre une filiale aux États-Unis, Squaresoft, qui va lui permettre de localiser ses jeux vidéo pour le marché américain. Au début des années 1990, la saga Final Fantasy débarque aux États-Unis, accompagnée par la Super Nintendo. À partir de 1993, Square va multiplier ses séries de jeux de rôle (comme SaGa, Secret of Mana) alors qu’Enix se contente de sa saga des Dragon Quest.
En 1996, Square décide de ne pas soutenir la nouvelle Nintendo 64 et se tourne vers Sony et sa PlayStation. Square sort alors la plupart de ses jeux vidéo sur consoles PlayStation (et quelques-uns chez Bandai), jusqu'en 2002 où une conciliation permet de réconcilier les deux sociétés et de recommencer à voir des titres Square sur les consoles Nintendo.
En janvier 1997, le nouveau Final Fantasy VII, premier sur PlayStation, se distingue par de nombreuses cinématiques et les premiers personnages 3D de la série ; sa sortie, presque 3 ans après Final Fantasy VI sur Super Nintendo, est accompagnée d'importantes campagnes publicitaires. L'arrivée de Tetsuya Nomura comme character designer et le basculement d'un monde fantasy vers un univers plus steampunk marquent un tournant décisif dans le style de la série. Cet épisode sera longtemps celui ayant réalisé les meilleures ventes de la saga au Japon et aux États-Unis ; c'est aussi le premier Final Fantasy de la série principale à sortir en Europe et être traduit en français.
En 1998, Square ouvre une filiale à Honolulu : Square Pictures, elle est destinée à promouvoir l’aspect graphique des jeux vidéo de Square.
En 1998, après les États-Unis, la société décide d'ouvrir une filiale européenne afin de publier elle-même ses titres. La même année voit Final Fantasy VIII sortir au Japon, aux États-Unis et en Europe, jeu qui se vend à plus de 8 millions d'exemplaires. La fin des années 1990 est marquée par des grands jeux pour Square, avec des titres comme Final Fantasy Tactics, Chrono Cross, Legend of Mana, Front Mission 3.
Dès 1998, Square a l’idée de faire un film d’animation dérivé de sa série Final Fantasy. Ce film d’animation en images de synthèse 3D, intitulé Final Fantasy : Les Créatures de l'esprit, voit le jour en 2001. Malgré la véritable prouesse technique qu'il représente à l'époque, le film est un véritable échec sur le plan financier pour Square, qui avec des entrées moyennes n'arrive absolument pas à amortir son coût énorme. À la suite de cet accroc cinématographique, le président de Square, Hisashi Suzuki, se résigne à démissionner et laisse sa place à Yōichi Wada. Le nouveau président doit faire face aux problèmes de finances de Square qui, en 2001, après plus de deux ans de développement, sort finalement Final Fantasy X sur PlayStation 2. Malgré les très bonnes ventes de ce nouvel opus, la société Square subit deux années difficiles sur le plan financier.
Pendant ces deux ans de baisse de régime au sein de Square, l’entreprise se tourne vers les ordinateurs et donc les jeux en ligne. Un épisode en ligne de la saga Final Fantasy, le XI, voit le jour, d'abord sur PS2, puis sur PC et Xbox. Pari ambitieux pour une société peu expérimentée dans un jeu de service demandant une lourde infrastructure, ce Final Fantasy est un énorme succès au Japon, où il est longtemps le premier MMORPG en termes d'abonnés. C'est aussi l'épisode de la série ayant engendré le plus de bénéfices.
En 1998, Square sort le premier volet de Parasite Eve. Parasite Eve 1 est un jeu vidéo d'action-aventure et d'horreur, développé et édité par Square en 1998 sur PlayStation. Il est uniquement sorti au Japon et en Amérique du Nord. Ce jeu met en scène une policière de New York volontaire du nom d'Aya Brea. Elle assiste alors a une pièce de théâtre qui tourne au drame, les spectateurs et les acteurs de la pièce, hormis une actrice dénommé Melissa ainsi qu'Aya Bréa elle-même, prennent tous feu. 
Un second épisode a vu le jour en 1999 : Parasite Eve II, sorti, lui, en Europe cette fois-ci. De plus, les aventures d'Aya Brea se poursuivent dans The 3rd Birthday, qui s'éloigne en revanche du monde de Parasite Eve et n'est donc pas considéré comme faisant partie de la série, mais plutôt comme un spin-off , spin-off qui sera d'ailleurs très mal reçu par les fans. La série est basée sur le roman éponyme de l'écrivain japonais Hideaki Sena et se constitue comme une suite dudit roman. Une adaptation cinématographique a vu le jour en 1997.
En 2002, le nouveau président Yōichi Wada annonce le développement d’un nouveau Final Fantasy pour console de salon et lance le premier épisode d’une nouvelle série : Kingdom Hearts (un jeu de rôle qui fait office de crossover entre les personnages de Disney et ceux de Square).

### Fusion de Square et Enix

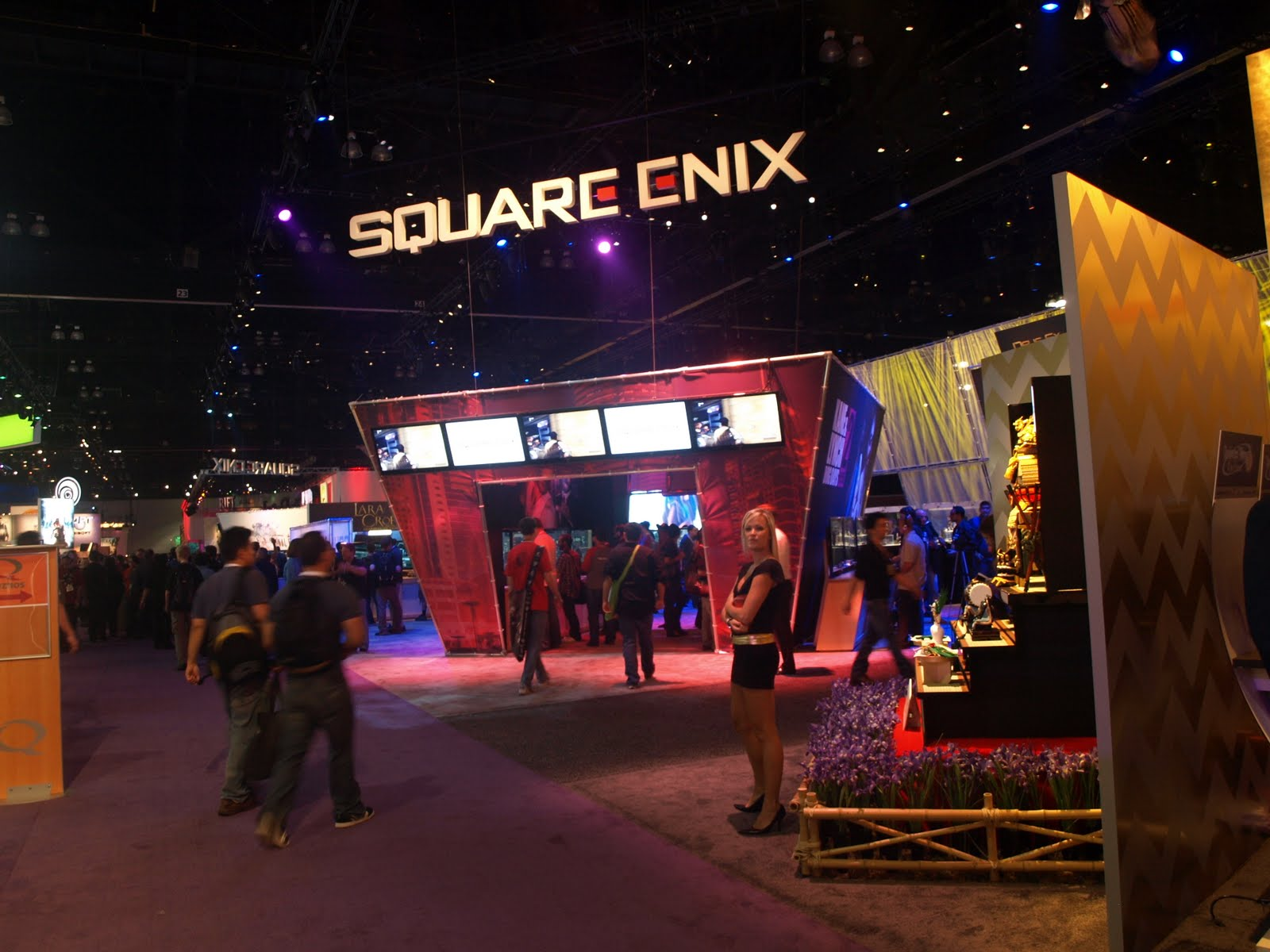
Stand de Square Enix lors de l'E3 2010.

Le 1er avril 2003, remis de l’échec de son film, Square fusionne avec son principal rival japonais, la société Enix (majoritaire dans la fusion), et forme l’entreprise Square Enix. En juillet, cette année-là, ils déménagent leurs locaux à Yoyogi, Shibuya, Tokyo. Cette fusion permet à Enix, plutôt orienté dans l'édition que dans le développement, et à Square, qui est à l'inverse plutôt développeur qu'éditeur, de conjuguer leurs talents. Le président de Square, Yōichi Wada, devient président de Square Enix tandis que le président d'Enix, Keiji Honda, devient le nouveau vice-président. À l'époque, Square bénéficie d'un certain succès en Amérique du Nord et en Europe, territoires sur lesquels Enix peine, excellant plutôt dans les pays d'Asie. Square bénéficie aussi des activités de la maison d'édition de livres d'Enix, de son infrastructure, et Enix de l'expérience des jeux en ligne et jeux mobiles de Square, ainsi que du catalogue important de propriétés intellectuelles de Square.
En 2004, un nouveau projet de film voit le jour, basé sur Final Fantasy VII, l’épisode le plus vendu de la saga à l’époque : Final Fantasy VII: Advent Children. La société Square Enix continue à développer de nouveaux épisodes de ses séries les plus connues. En 2005, les consoles de nouvelle génération apparaissent et Square Enix commence à s’intéresser aux possibilités offertes par ces consoles de salon. Cette même année, elle rachète l'éditeur Taito et acquiert ainsi les licences de Space Invaders, Bubble Bobble ou encore Arkanoid, lui permettant de progresser sur le secteur de l'arcade.
Après la sortie de Final Fantasy XII en 2006 au Japon, Square Enix entreprend et annonce au salon E3 2006 le projet Fabula Nova Crystallis comportant les projets Final Fantasy XIII, Final Fantasy Agito XIII et Final Fantasy Versus XIII.
Trois ans après sort Final Fantasy XIII, pendant ce temps, Final Fantasy versus XIII n'avance pas, Square Enix lance le projet Final Fantasy XIV qui sort dans un état inachevé, la petite équipe de Tetsuya Nomura travaillant sur Versus XIII est alors en partie mutée sur Final Fantasy XIV.
Le 29 août 2008 Square Enix a des plans pour une OPA amicale sur Tecmo en achetant des actions pour une offre totale de 22,3 milliards de yens, mais le 4 septembre la société retire son offre après que Tecmo a rejeté le projet de rachat. Le 1er octobre 2008, Square Enix se transforme en une holding et se rebaptise Square Enix Holdings. Dans le même temps, les branches de jeu et de contenus, ainsi que les entreprises d'édition sont transférées vers une société dérivée du nom de Square Enix, qui partage la direction d'entreprise et les bureaux avec la holding nouvellement créée,.
Le 12 février 2009, Square Enix agrandit encore davantage son catalogue de jeux vidéo en rachetant pour un montant de 84,3 millions de livres sterling Eidos Interactive, un éditeur britannique détenant les franchises Tomb Raider, Hitman, Dark Project/Thief, Deus Ex et Legacy of Kain et devenant par là même Square Enix Europe. La même année, Square Enix ignore les rivalités de Sony et Microsoft en sortant son jeu Final Fantasy XIII à la fois sur PlayStation 3 et Xbox 360 puis bien plus tard sur PC via la plateforme Steam le 9 octobre 2014. L'acquisition d'Eidos est achevée le 22 avril 2009. Le 11 mars 2010, tous les jeux publiés par Taito pour les consoles de salon et les systèmes portables sont pris en charge par Square Enix.
Alors que Final Fantasy XI se dirige vers son déclin, une nouvelle expérience en ligne est tentée avec Final Fantasy XIV sur PC qui, malgré un lancement en grande pompe, est rapidement boudé, provoquant un changement d'équipe partiel et la décision de refaire entièrement le jeu pour en sortir une version « revue et corrigée » en 2013.

### Années 2020
Le début des années 2020 est marqué par de nombreuses difficultés pour les productions de Square Enix : les ventes de son jeu Marvel's Avengers (2020) et de la nouvelle licence fantastique Forspoken (2023) sont décevantes, et les résultats de Final Fantasy XVI (2023) ne permettent pas de rattraper ces pertes ; d'après des employés, Square Enix souffrirait également d'un manque de structure organisationnelle. Dans sa lettre de voeux pour l'année 2022, Yosuke Matsuda, le président de Square Enix, annonce son désir de voir son entreprise se tourner vers le métavers et les NFT. En 2023, le site officiel et Discord de SYMBIOGENESIS, leur premier projet d'art de collection NFT est célébré. En 2023, face à ces échecs successifs, l'entreprise accuse en quelques mois une perte de valorisation boursière de 2 milliards de dollars,.
Le 2 décembre 2024, Ryosuke Yoshida, le directeur du jeu Vision of Mana, annonce avoir quitté NetEase et Ouka Studios le 31 octobre dernier pour rejoindre Square Enix,.

## Principales activités

### Jeu vidéo
Parmi les séries de jeux vidéo de Square Enix les plus connues au monde, on peut citer les suivantes :
- Final Fantasy : vendu à plus de 100 millions d’exemplaires de par le monde, cette saga, comptant à ce jour[Quand ?] 16 épisodes principaux, plus des suites pour les épisodes IV, X et XIII et de nombreux spin-off (Crisis Core, Dissidia, Dirge of Cerberus, Crystal Chronicles), transporte le joueur dans un nouveau monde à chaque fois. La magie, les monstres et la hiérarchie sociale s’entremêlent à chaque opus. Le personnage principal, aidé de ses alliés, devra aller au bout de sa quête, pleine de rebondissements. C’est la saga la plus connue de Square Enix.

- Dragon Quest : cette série, dont les ventes totales atteignent presque 50 millions d'unités, est sans doute la série de RPG la plus connue au Japon[réf. nécessaire]. À l'instar de Final Fantasy, les différents Dragon Quest ne se suivent pas malgré quelques personnages récurrents. Assumant son choix de rester un « RPG classique » à l'ancienne, la série s'est cependant démarquée avec un épisode en ligne, Dragon Quest X.

- Kingdom Hearts : cette série mélange les personnages de Disney et ceux de Final Fantasy. Elle a vu le jour en 2002 par Tetsuya Nomura, célèbre designer de Square Enix. Le but est de voyager parmi divers mondes issus de l'univers Disney. Cependant, on peut retrouver le héros principal et bien d'autres personnages qui ne sont originaires ni de Disney, ni de Final Fantasy, mais bien de l'univers Kingdom Hearts. La série s'est vendue à plus de 30 millions d'unités à travers le monde.
- Nier : cette série de jeu, vendu à plus de 9 millions d'exemplaires (dont 7 millions pour Nier: Automata[21] ), a vu le jour en 2010 par Yoko Taro avec la sortie du jeu Nier sorti le 22 avril 2010, et est une série Spin-off de Drakengard 1. Malgré l'échec cuisant du premier Nier, même s'il avait eu une bonne réputation auprès de certains, cette saga est devenue populaire grâce à la sortie du 2e volet Nier, Nier: Automata, sorti le 23 février 2017. À la suite du succès de celui-ci, le premier Nier, sorti en 2010, sera remasterisé pour le 23 avril 2021 et nommé NieR Replicant ver.1.22474487139, ainsi que la sortie d'un jeu mobile NieR Re[in]carnation. À la suite du succès du 2e opus Nier: Automata, celui-ci aura le droit à un anime dédié du nom de Nier: Automata Ver1.1a, sorti le 7 Janvier 2023.

Voici la liste des principales franchises du groupe Square Enix (ordre chronologique d'apparition) :
| - 1986 - Dragon Quest - 1986 - Darius (depuis 2006) - 1987 - Final Fantasy - 1989 - SaGa - 1991 - Seiken densetsu - 1993 - Lufia (depuis 2006) - 1993 - Ogre Battle (depuis 2002) - 1994 - Gex (depuis 2009) - 1995 - Chrono Trigger - 1995 - Front Mission - 1996 - Star Ocean - 1996 - Tomb Raider (depuis 2009) | - 1996 - Pandemonium (depuis 2009) - 1996 - Legacy of Kain (depuis 2009) - 1998 - Parasite Eve - 1998 - Thief (depuis 2009) - 2000 - Deus Ex (depuis 2009) - 2000 - Hitman (2009-2017) - 2000 - Valkyrie Profile - 2002 - Kingdom Hearts - 2003 - Drakengard - 2006 - Just Cause (depuis 2009) - 2007 - Kane and Lynch (2009-2017) | - 2007 - The World Ends with You - 2008 - Dissidia - 2010 - Lara Croft (série dérivée de Tomb Raider) - 2010 - NieR (série dérivée de Drakengard) - 2012 - Sleeping Dogs - 2012 - Bravely Default - 2012 - Wakfu (2010-2013) - 2014 - GO - 2015 - Life Is Strange - 2018 - Octopath Traveler - 2020 - Marvel’s Avengers - 2021 - Balan Wonderworld - 2022 - Forspoken |

### Manga
Square Enix est également une société qui édite des mangas dans différents magazines japonais comme Monthly Shōnen Gangan, Monthly GFantasy, Young Gangan, Monthly Gangan Joker et Gangan Online.
L'entreprise a connu plusieurs succès d'édition comme Fullmetal Alchemist, Soul Eater ou Black Butler.

### Cinéma
En 2000, Square (Square Pictures) se lance dans le cinéma avec le film Final Fantasy : Les Créatures de l'esprit. L’entreprise veut surprendre le public. Elle a donc réalisé son film entièrement en images de synthèse 3D, faisant exploser le budget. En fin de compte, ce film d’animation aura coûté 137 millions de dollars contre seulement 79 millions de recettes. Les ventes des DVD, représentant presque 30 millions supplémentaires, ont équilibré le budget.
En 2003, Square réitère sur les mêmes procédés techniques (capture de mouvement et photoréalisme) que Les Créatures de l'esprit, un court-métrage faisant partie de la collection d'animation Animatrix : Le Dernier Vol de l'Osiris, qui relate l'élément déclencheur qui initie Matrix Reloaded.
Loin d’avoir découragé Square Enix, la société sort en 2005 le film Final Fantasy VII: Advent Children. En 2010, à la suite du succès du film Avatar de James Cameron, Yōichi Wada, président de Square Enix, déclare vouloir continuer à produire des films d’animation.
En 2015 Square Enix en collaboration avec Eidos Montréal et Marvel’s Gaming annonce via un trailer travaillé sur le « Project Avengers » Mais c’est seulement en 2019 à l’E3 2019 que Square Enix montre une Bande Annonce du Jeu et annonce une sortie pour Mars 2020 avec quelque exclusivité sur PlayStation 4
En effet, en 2016, pendant l'Uncovered Final Fantasy XV, Square Enix annonce un nouveau film, Kingsglaive: Final Fantasy XV. Ce film est disponible uniquement en DVD, Blu-Ray et sur les plates-formes de téléchargement depuis la fin d'année 2016 en même temps que le jeu.
En 2018, Square Enix co-produit avec les studios GK Films, Metro-Goldwyn-Mayer et Warner Bros., l'adaptation cinématographique en prise de vue réelle du reboot de la franchise Tomb Raider. Le film devient l'adaptation live d'un jeu vidéo la mieux reçue par la critique.

### Produits dérivés

#### Figurines
Les personnages de Square Enix sont produits en figurine articulée.

#### Anime
L'anime Tari Tari, sorti 2012, est coproduit par Square Enix.
Le manga et anime Undertaker Riddle (2009-2013) sont également édités et produits par Square Enix, au Japon seulement.